# Liste des ports naturels de Hong Kong
Ce qui suit est une liste des ports naturels de Hong Kong :

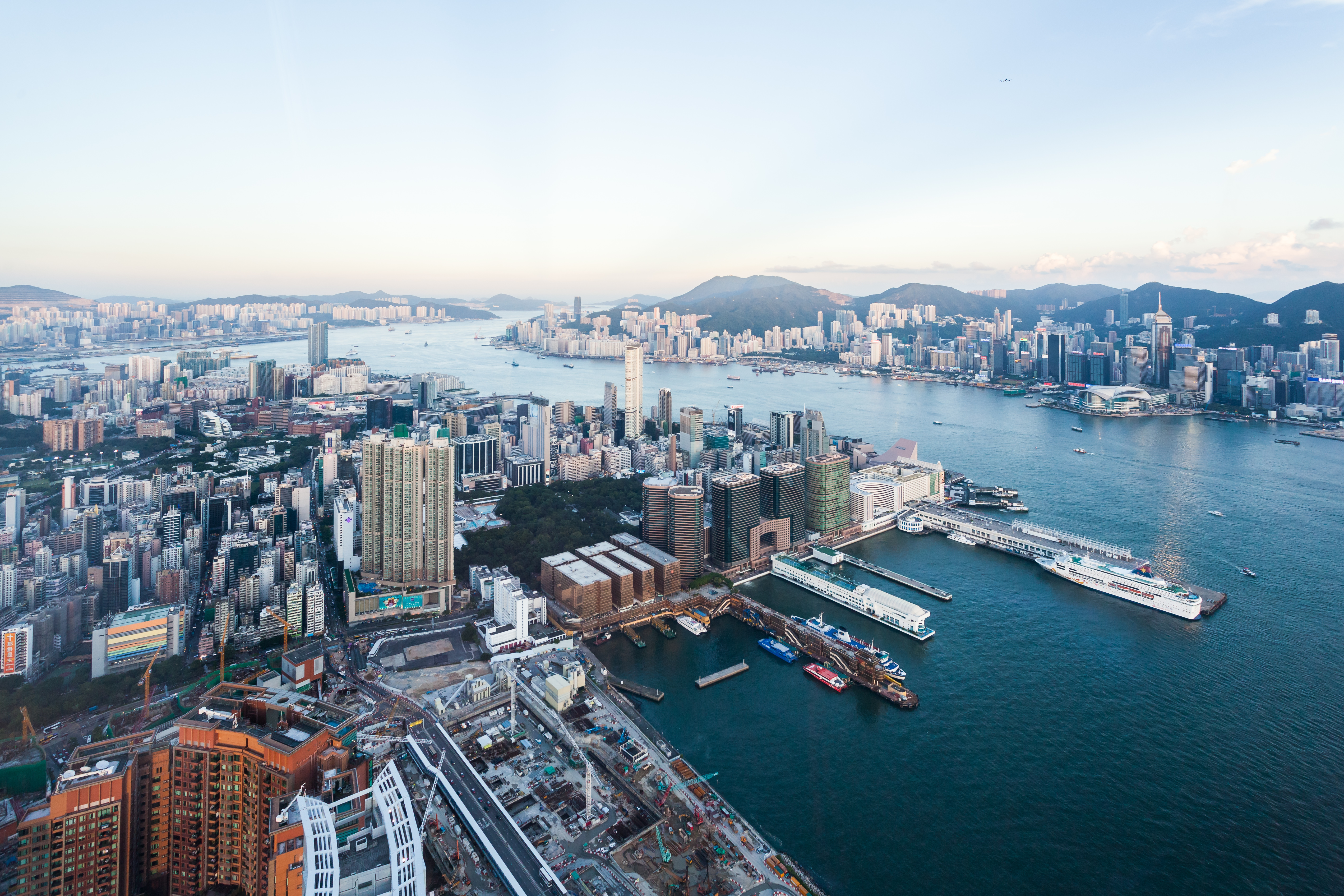
Vue du port de Victoria en 2013.

- Victoria Harbour (維多利亞港, 維港)
- Aberdeen Harbour (香港仔海港)
- Double Haven (印洲塘)
- Port Shelter (牛尾海)
- Inner Port Shelter (西貢海)
- Tolo Harbour (吐露港)
- Tai Tam Harbour (大潭港)
- Rocky Harbour (糧船灣海)
- Three Fathoms Cove (企嶺下海)